# Bejimbet Mailin
Bejimbet Mailin (kazakh : Бейімбет Жармағамбетұлы Майлин, russe : Беимбет Жармагамбетович Майлин) est un écrivain soviéto-kazakh.

## Biographie
Né en 1894 dans l'Empire russe et ce qui est aujourd'hui l'oblys de Kostanaï, Bejimbet Mailin fut élevé par sa grand-mère. À partir de 1991, il commença à fréquenter la madrassa locale où il apprit à écrire. Il alla ensuite à la madrassa de Troïtsk puis celle d'Oufa. Il suivit aussi les cours d'uné école russo-kazakh qui lui permirent de parler russe, et c'est à ce moment-là qu'il se mit à écrire.
En 1916, il devint enseignant dans son village natal et, après l'établissement du pouvoir soviétique, il occupa des fonctions dans l'administration régionale. À partir de 1922, il travailla pour le journal Jengbekschil qasaq (aujourd'hui le Egemen Qazaqstan) publié à Orenbourg. Après la publication de son premier recueil de poèmes en 1923, il prit la carte du parti en 1925. De 1928 à 1932, il fut rédacteur en chef de Qasaq tili puis retourna au Jengbekschil qasaq, qui s'appelait alors le Sozialdy Qasaqstan. En juillet 1934, il devint le rédacteur en chef de Qasaq ädebijeti. Avec Gabit Musirepov, il écrivit en 1936 la pièce Amangeldy, qui allait donner lieu au premief film kazakh,,.
Condamné pour activités contre-révolutionnaires lors des purges staliniennes, il mourut en 1938.